# Psychospołeczna genomika
Psychospołeczna Genomika (PG) – dziedzina badań zapoczątkowana przez Ernesta L. Rossiego w 2002 roku. PG skupia się na badaniu zmian w ekspresji genów w reakcji na oddziaływania psychologiczne, społeczne i kulturowe. Niezależne badania wskazują, że doświadczenie nowości, wzbogacanie środowiska i ćwiczenia fizyczne wzbudzają zależną od aktywności i doświadczenia ekspresję genów oraz plastyczność mózgu, jak również procesy zdrowienia wykorzystujące komórki macierzyste.
Ernest L. Rossi opisuje tę nową dziedzinę psychospołecznej genomiki w następujący sposób:
"Tę nową perspektywę na rolę genów jako aktywnych graczy w procesie psychologicznego doświadczenia nazywam psychospołeczną genomiką. Psychospołeczna genomika skupia się na tym, w jaki sposób wysoce osobiste
i subiektywne stany ludzkiej świadomości modulują ekspresję genów w ciele i w mózgu podczas procesów zdrowienia i choroby".
Takie podejście - od umysłu do ciała – modulujące rolę ekspresji genowej i plastyczności mózgu w procesach rozwoju ludzkiej świadomości nazywamy odgórnym. Może być ono postrzegane
jako dopełnienie podejścia oddolnego badającego bezpośrednie reakcje sensoryczne i biologiczne, proponowanego przez konsorcjum ENCODE.
W ramach badań dotyczących psychospołecznej genomiki wykorzystuje się wiele metod i paradygmatów czerpiących z genomiki, neuronauki oraz kulturonomiki, włączając w to: Mikromacierze DNA oraz analizy komputacyjne z wykorzystaniem bazy danych GSEA..